# Lommersum
Lommersum ist ein Ortsteil der Gemeinde Weilerswist im Kreis Euskirchen in Nordrhein-Westfalen und bildet zusammen mit dem Ortsteil Bodenheim die „Ortschaft Lommersum“, die einen Ortsbürgermeister hat.
Im Osten von Lommersum befindet sich der Lommersummer Mühlengraben, ein Nebengewässer der etwas weiter östlich fließenden Erft. Durch den Ort verlaufen die Landesstraße 181 und die Kreisstraße 11.

## Geschichte

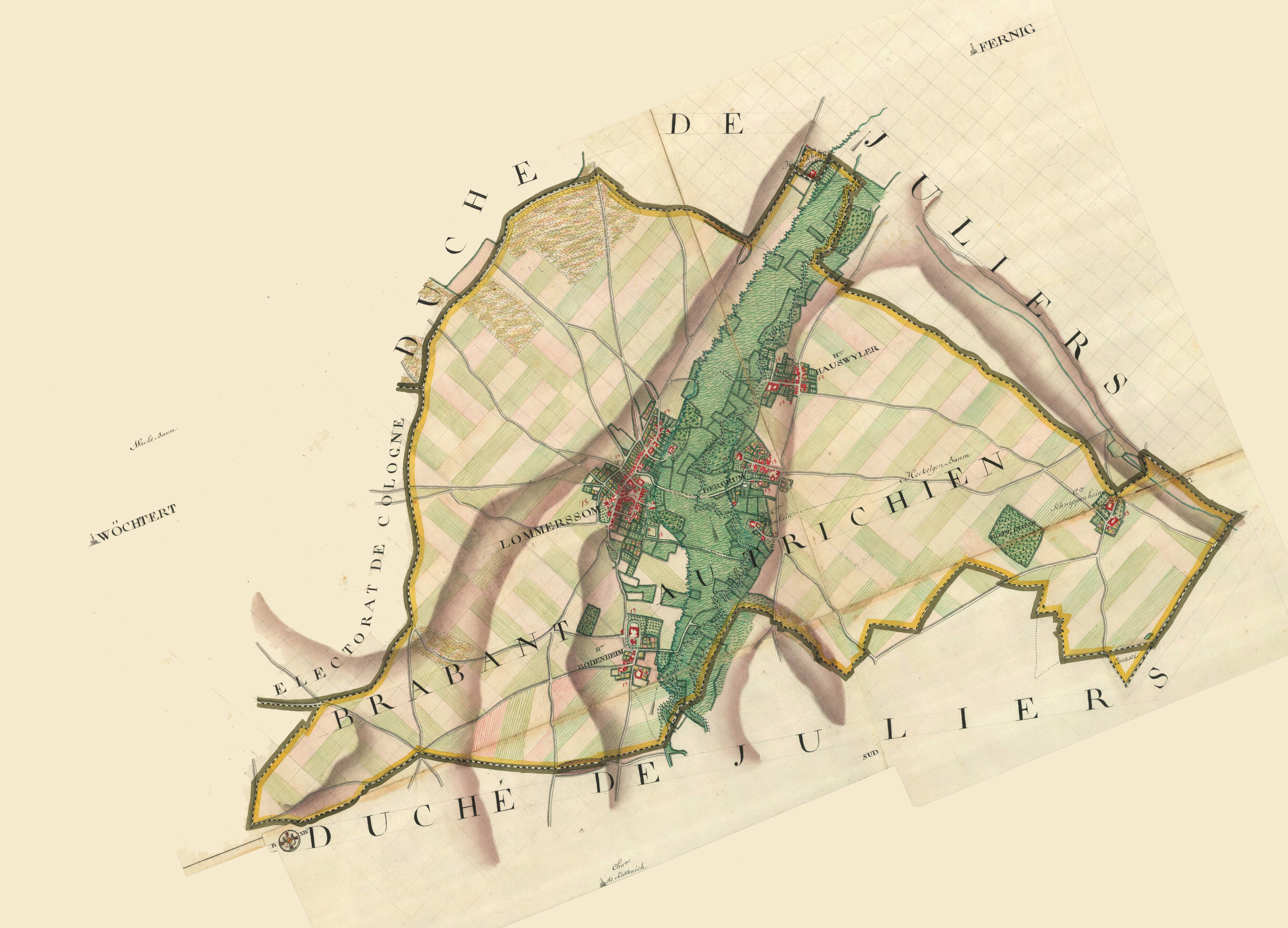
Die Exklave Lommersum auf der Ferraris-Karte (1771–1777)

Die Entstehung des Ortes Lommersum geht bis in das 9. Jahrhundert zurück, doch bereits vorher siedelten Menschen in der Umgebung des Dorfes. Erste Siedlungsspuren stammen aus der Jungsteinzeit. Eine Vielzahl von archäologischen Funden aus Lommersum sind heute im Rheinischen Landesmuseum in Bonn ausgestellt.
Erste urkundliche Erwähnungen als „Lomundesheim“ stammen aus den Jahren 1047 und 1151. Die Reihe der urkundlichen Erwähnungen setzt sich fort über Lomuntsheim (1173), Lomonsheim (1211), Lometzheim (1265), Lommitzheim (1316), Lomesheym (1387), Loymetzheim (1412), Lummelsheym (1488), L’hommersem (1581) bis Lommerschum (1587) und erscheint 1612 noch einmal in der Ausgangsform Lommunsheim. Die Wandlung der Endsilbe -heim zu -um ist auf sprachliche Bequemlichkeit zurückzuführen; bei dem Ortsnamen Derkum findet man die gleiche Entwicklung.
Lommersum ist auch heute noch unter dem Namen „Klein Spanien“ bekannt. Dies geht darauf zurück, dass Lommersum rund 250 Jahre zur Spanischen Niederlande gehörte. Von 1522 bis 1786 unterstand Lommersum dem „Souveränen Rat von Brabant“ in Brüssel und damit der Herrschaft Spaniens. Bei der Schaffung neuer Verwaltungsbezirke 1798/1800 in der Zeit der französischen Herrschaft wurde Lommersum eine Mairie im Kanton Lechenich.
Das Lommersummer Wappen geht in der oberen Hälfte auf das Wappen des Grafen Johann Friedrich von Schaesberg (1717–1731) zurück, zu dessen Besitz Lommersum seit 1710 gehörte. Die untere Hälfte zeigt einen Pflug und eine Schere, was auf die wirtschaftliche Bedeutung von Landwirtschaft und Textilherstellung für Lommersum hinweist.
Am 1. Juli 1969 wurde Lommersum nach Weilerswist eingemeindet.
Am 12. August 2003 wurden in Lommersum 40,1 Grad gemessen – der heißeste Tag in Nordrhein-Westfalen seit Beginn der Wetteraufzeichnungen.

## Bauwerke

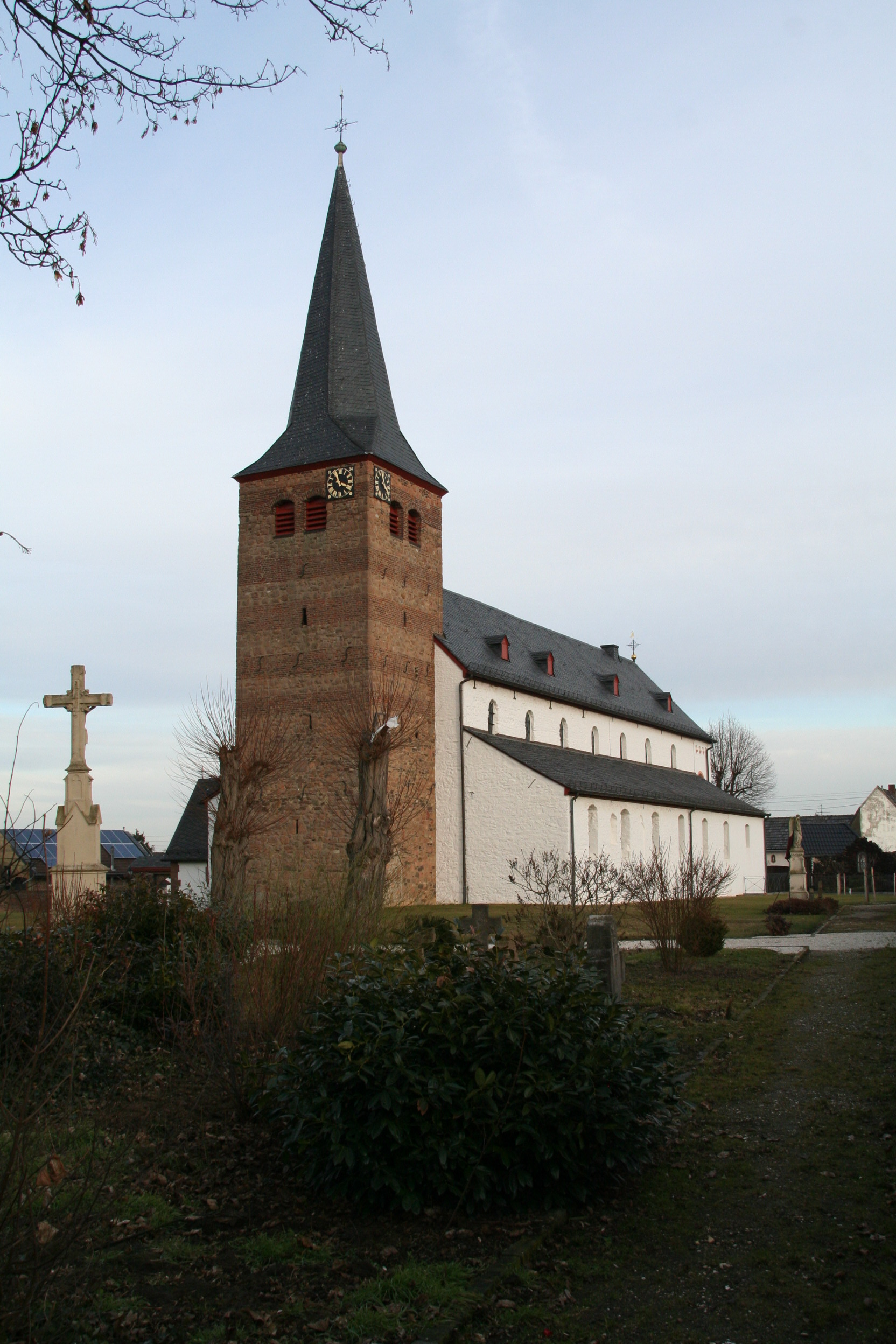
Pfarrkirche Sankt Pankratius

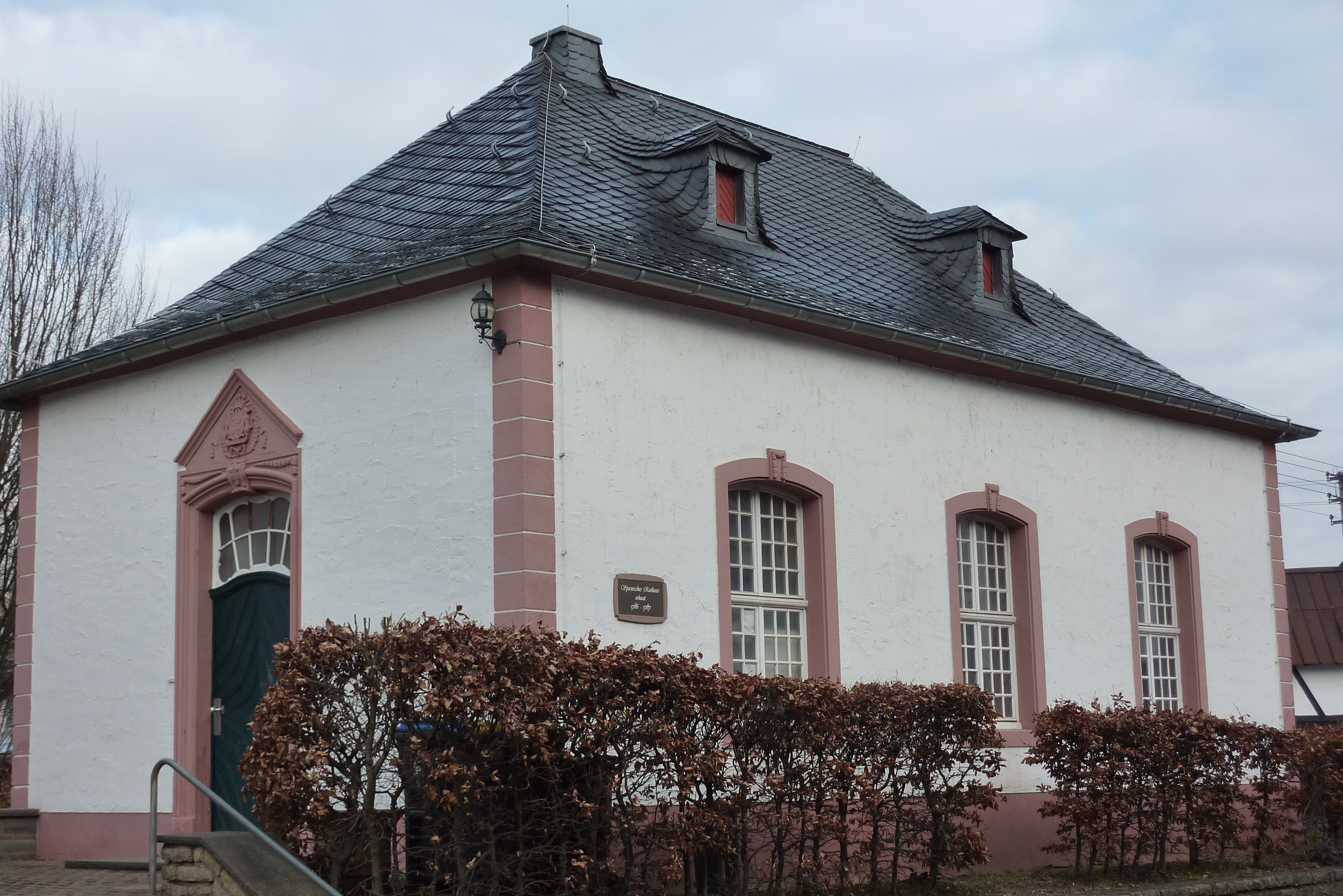
Spanisches Rathaus von 1786/87

Auf der Walramstraße, mitten im Herzen des Dorfes, findet man eine der ältesten Kirchen im Kreis Euskirchen, die Pfarrkirche St. Pankratius. Erbaut wurde die romanische Kirche von Walram von Limburg in der Zeit von 1110 bis 1120 als Geschenk für seine Frau Jutta. Doch bereits in fränkischer Zeit hat sich an dieser Stelle ein Gotteshaus befunden. Dies belegen Grabfunde aus dem 7. und 8. Jahrhundert. Da beim Bau der Kirche Bauteile einer römischen Anlage verwendet wurden, gilt es als sicher, dass sich hier bereits zu Zeiten der Römer ein Bauwerk befunden hat. Ein Zeugnis aus dieser Zeit ist der sogenannte „Matronenstein“ aus dem 1. Jahrhundert nach Christus.
Nach dem Tod Walrams schenkte die Witwe die Kirche 1141 der Abtei Klosterrath. Die Kirche und das Dorf wurden in den Religionskriegen von 1568 bis 1596 stark zerstört. 1839 wurde die Kirche erweitert. Sehenswert sind eine Muttergottesstatue aus dem Jahr 1500 und die Statue des heiligen Antonius aus dem Jahr 1359.
Neben der Kirche findet sich das Spanische Rathaus, ein einstöckiger Barockbau aus dem 18. Jahrhundert mit drei ungegliederten Fensterachsen und Wappenkartusche über dem Eingangsportal.
In der Zunftgasse 9 befindet sich die ehemalige Synagoge der jüdischen Gemeinde Lommersum.

## Verkehr
Die VRS-Buslinien 823 (überwiegend als TaxiBusPlus nach Bedarf) und 869 der RVK verbinden den Ort mit Weilerswist, Euskirchen, Bodenheim und Derkum.
| Linie | Betreiber | Verlauf |
| ----- | --------- | --- |
| 823   | RVK       | MiKE (außer im Schülerverkehr): Weilerswist Bf – (Großvernich –) Kleinvernich – Horchheim – Lommersum – Bodenheim |
| 869   | RVK       | Euskirchen Bf – Kessenich – Bodenheim – Lommersum – Derkum Bf                                                     |